# 에스타디오 로멜 페르난데스

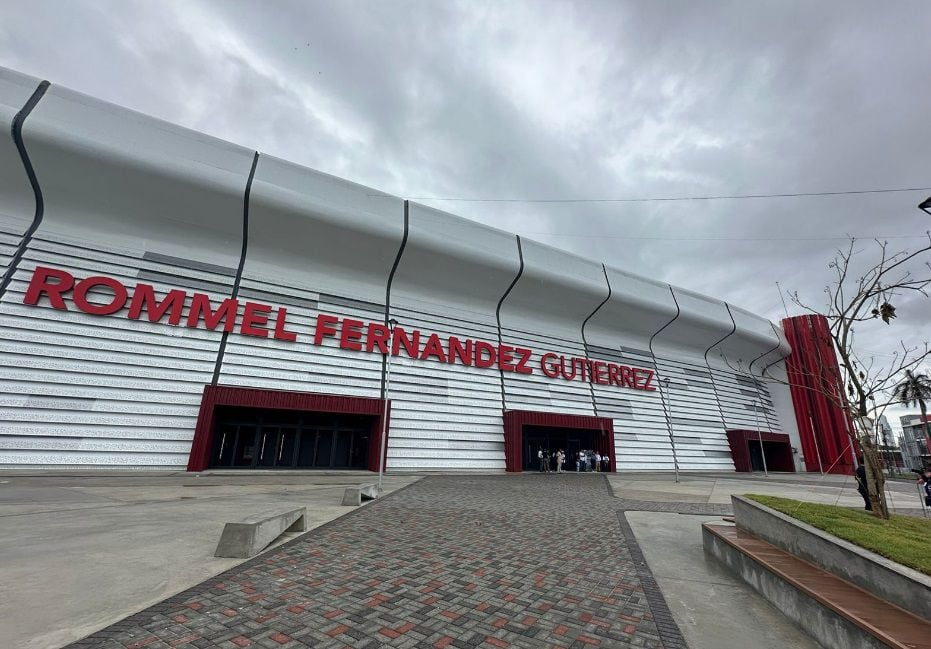
에스타디오 로멜 페르난데스 외관

에스타디오 로멜 페르난데스(스페인어: Estadio Rommel Fernández)는 파나마 파나마시티에 있는 다목적 경기장이다. 파나마의 축구 선수인 로멜 페르난데스의 이름을 따서 명명되었다. 다양한 스포츠 경기에 사용되지만 주로 축구 경기에 사용된다. 1970년 2월 6일에 개장했으며, 1970년 제11회 중앙아메리카·카리브해 경기 대회를 수용하도록 설계되었다. 추가 공사를 통해 경기장은 현재 수용 인원인 32,000명에 도달했으며, 파나마에서 가장 좌석이 있는 큰 경기장이다.